# Sokasaari
Sokasaari är en ö i Finland.   Den ligger i den ekonomiska regionen  Kajana ekonomiska region  och landskapet Kajanaland, i den centrala delen av landet, 500 km norr om huvudstaden Helsingfors.